# Toll-like receptor

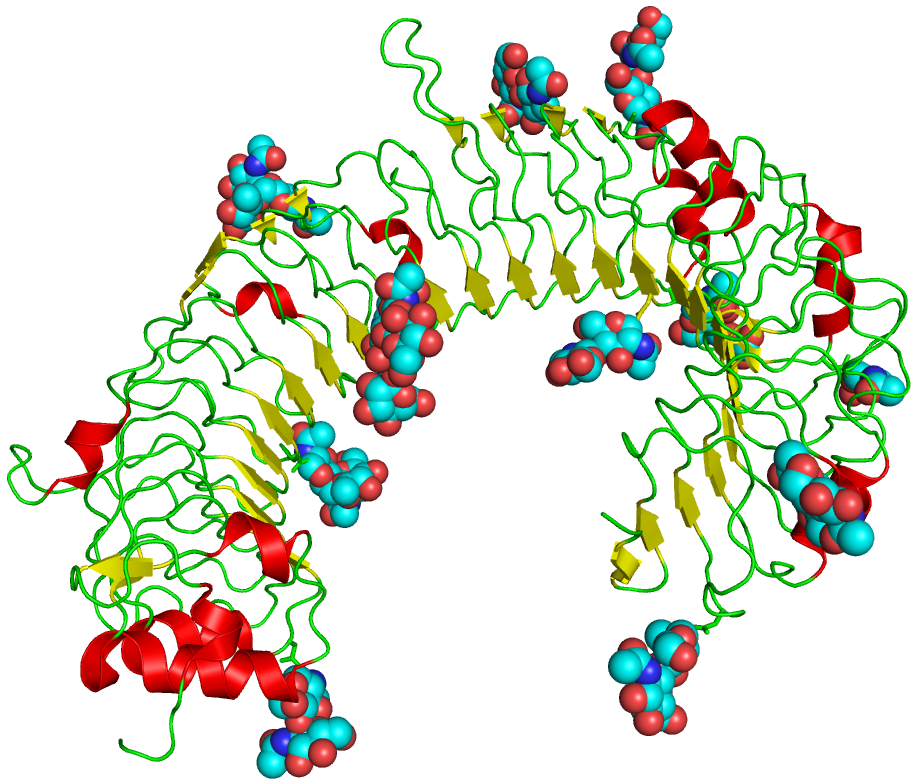
Toll-like receptor 3; v jeho struktuře jsou patrné navázané různé pomocné skupiny, zejména cukerné složky

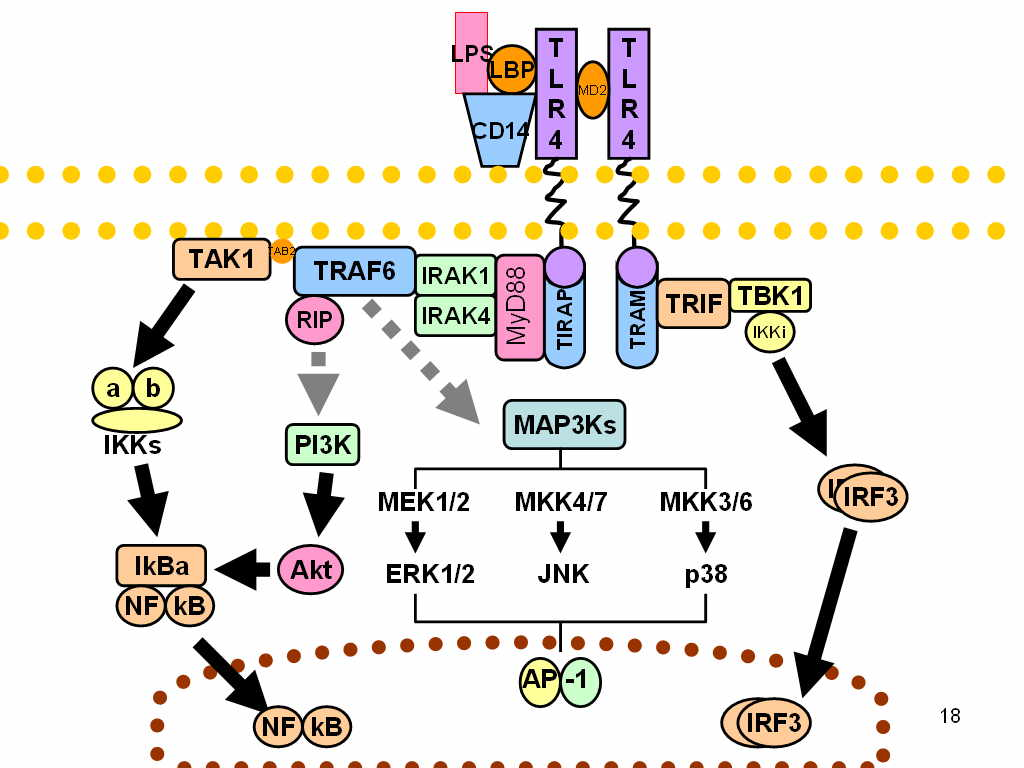
Přenos signálu v soustavách Toll-like receptorů

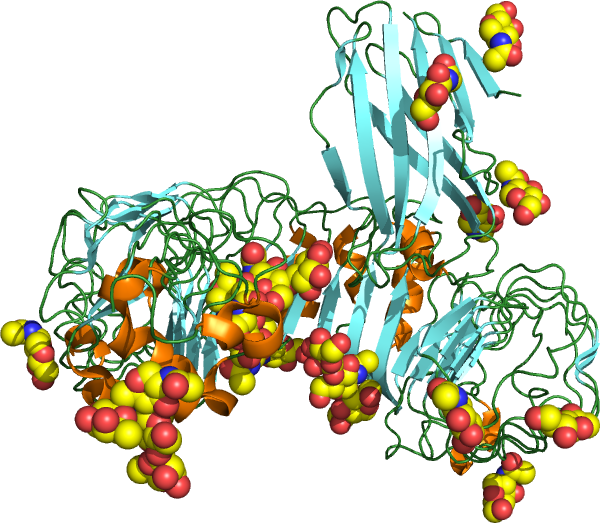
Toll-like receptor 4

Toll-like receptor (TLR, angl. název Toll-like se dá přeložit jako „receptor podobný genu Toll“) je skupina bílkovinných receptorů na povrchu cytoplazmatických membrán, schopných rozeznávat cizí, a tedy potenciálně nebezpečné struktury. Tyto receptory jsou součástí vrozené imunitní odpovědi. TLR se vyskytují zejména u buněk imunitního systému (monocyty, makrofágy, dendritické buňky), ale i např. na buňkách střevního, ledvinového, plicního epitelu i na povrchu rohovky.

## Funkce
Toll-like receptory stojí v jedné z prvních linií obrany proti patogenům. Navázání cizorodé molekuly na Toll-like receptor spouští složitou signální kaskádu, na jejímž konci dochází zejména k produkci cytokinů a chemokinů, jež vyprovokují B-lymfocyty a T-lymfocyty k akci .
U člověka je každý TLR specializován na určitou cizorodou molekulu (antigen) či skupinu cizorodých molekul. Například TLR1 se váže na triacyllipopeptidy, jež jsou typické pro mykobakterie, TLR3 se váže na dvouvláknovou RNA, která slouží jako genetická informace mnohým nebezpečným virům, další Toll-like receptory se často vážou na různé jiné lipopeptidy či lipoproteiny, ale i např. na glykoinositolfosfolipidy patogenních prvoků trypanozom.

## Aktivace
Po aktivaci se TLR nacházejí v cytosolu imunitních buněk adaptorovými proteiny (proteiny, které zprostředkovávají další interakce protein-protein), aby se spustila dráha signální transdukce indukovaná antigenem. Tyto získané proteiny jsou pak odpovědné za následnou aktivaci dalších downstream proteinů, včetně protein kináz (IKKi, IRAK1, IRAK4 a TBK1), které dále amplifikují signál a nakonec vedou k upregulaci nebo potlačení genů, které mají vliv zánětlivé odpovědi .

## Přehled
U člověka dosud bylo objeveno 10 Toll-like receptorů, každý se specializuje na jinou funkci a váže se na něj specifický ligand:
- TLR1 – ligandem jsou triacyllipoproteiny bakterií a modulin
- TLR2 – ligandem jsou lipoproteiny G- bakterií, lipoteichová kyselina G+ bakterií, lipoarabidomanany mykobakterií, zymosan hub a HSP60
- TLR3 – ligandem je dvouvláknová RNA virů
- TLR4 – ligandem jsou lipopolysacharidy G- bakterií, HSP70 a jisté proteiny z mezibuněčné hmoty
- TLR5 – ligandem je flagelin
- TLR6 – ligandem jsou lipopeptidy bakterií, lipoteichová kyselina a zymosan
- TLR7 – ligandem je imidazochinolin a jednovláknová RNA
- TLR8 – ligandem je jednovláknová RNA
- TLR9 – ligandem je demethylovaná sekvence CpG v mikrobiální DNA
- TLR10 – ligandy jsou neznámé

## Vliv na zánět nervové tkáně
Zánět nervové tkáně je forma vrozené imunitní odpovědi. Vrozená imunitní reakce je vyvolána změnou homeostázy mozkových tkáních. Zánět nervové tkáně je doprovázen všemi známými neurologickými patologiemi, včetně neurodegenerativních onemocnění; post-ischemickou neurodegenerací; a traumatickými, metabolickými, toxickými poruchami .
Cytotoxicita zánětu nervové tkáně je rozpoznána faktory, které představují zhoršení mozkových patologií. Podrobné vyšetření tohoto zánětu na buněčné a molekulární úrovni je zásadní pro objevení nových terapeutických cílů a pro rozvoj účinné léčby .
Toll-like receptor je zprostředkovaný signálními kaskádami, které hrají roli v periferních zánětlivých reakcích. Toll-like receptory (TLR) mohou být aktivovány různými exogenními ligandy zvaným PAMP (z angl. pathogen-associated molecular patterns) a endogenními molekulami generovanými a uvolněnými během poškození tkání (DAMP z angl. Damage (Danger)-associated molecular patterns) .
Rodina TLR je rozdělena do dvou hlavních skupin: (1) TLR na povrchu buněk (TLR1, -2, -4, -5, -6 a -10), které rozpoznávají PAMP vytvořené z bakteriální buněčné stěny nebo jsou exprimovány na bakteriální buňce, jako je lipopolysacharid (LPS) (agonista TLR4); a (2) intracelulární TLR (TLR3, 7, 8, 9), které rozpoznávají mikrobiální nukleovou kyselinu, jako jsou dvouřetězcové RNA (TLR3). Aktivace signalizačních cest TLR indukuje mitogen-aktivující proteinkinázy (MAPK) a transkripční faktory, jako je NF-κB, AP-1, IRF-3 a vede k uvolnění různých cytokinů a lipidů . TLR a mnohočetné komponenty cest TLR představují nejslibnější cíle pro kontrolu zánětu u mnoha poruch .
Nejen mikroglie, ale všechny buňky centrálního nervového systému (CNS) přispívají k nervovému zánětu skrz aktivaci kaskád zprostředkovaných TLR. Regulace dráhy TLR v nervových buňkách neimunního původu je jednou z hlavních otázek nervové zánětlivé kontroly .